# Liste der FFH-Gebiete in der Stadt Bayreuth
Die Liste der FFH-Gebiete in der Stadt Bayreuth zeigt die FFH-Gebiete der oberfränkischen Stadt Bayreuth in Bayern.
Teilweise überschneiden sie sich mit bestehenden Natur-, Landschaftsschutz- und EU-Vogelschutzgebieten.
In der Stadt befinden sich insgesamt fünf und zum Teil mit anderen Landkreisen überlappende FFH-Gebiete.
| Buchstein                                          |    | 6035-302 WDPA: 555521322 | Bayreuth                                         |                                | ⊙ | 13,00  |  |
| Eremitage in Bayreuth                              | BW | 6035-373 WDPA: 555521325 | Bayreuth                                         |                                | ⊙ | 38,72  |  |
| Muschelkalkhänge nordöstlich Bayreuth              |    | 6035-371 WDPA: 555521323 | Landkreis Bayreuth, Bayreuth                     | Bindlacher Berg und Oschenberg | ⊙ | 375,54 |  |
| Rhätschluchten westlich Bayreuth                   |    | 6034-301 WDPA: 555521319 | Landkreis Bayreuth, Bayreuth                     |                                | ⊙ | 37,00  |  |
| Rotmain-, Mistelbach- und Ölschnitztal um Bayreuth | BW | 6035-372 WDPA: 555521324 | Landkreis Bayreuth, Bayreuth, Landkreis Kulmbach |                                | ⊙ | 705,21 |  |
| Legende für Fauna-Flora-Habitat                    |    |                          |                                                  |                                |   |        |  |